# Музей истории ГУЛАГа
Госуда́рственный музе́й исто́рии ГУЛА́Га — музей в Москве, посвящённый памяти жертв коммунистических репрессий, основанный в 2001 году. Первая постоянная экспозиция располагалась в доме на Петровке, с 2015 года музей находится в здании в 1-м Самотёчном переулке.
Музей собирал и изучал материалы государственных и семейных архивов; воспоминания участников событий и их личные вещи; предметы, найденные на местах расположения лагерей. В музее имелась постоянная экспозиция, которая показывала этапы формирования карательной системы в 1918—1956 годах и её влияние на судьбы людей, и временные выставки. Закрыт на неопределённый срок с 14 ноября 2024 года в связи с «нарушением требований противопожарной безопасности».

## История

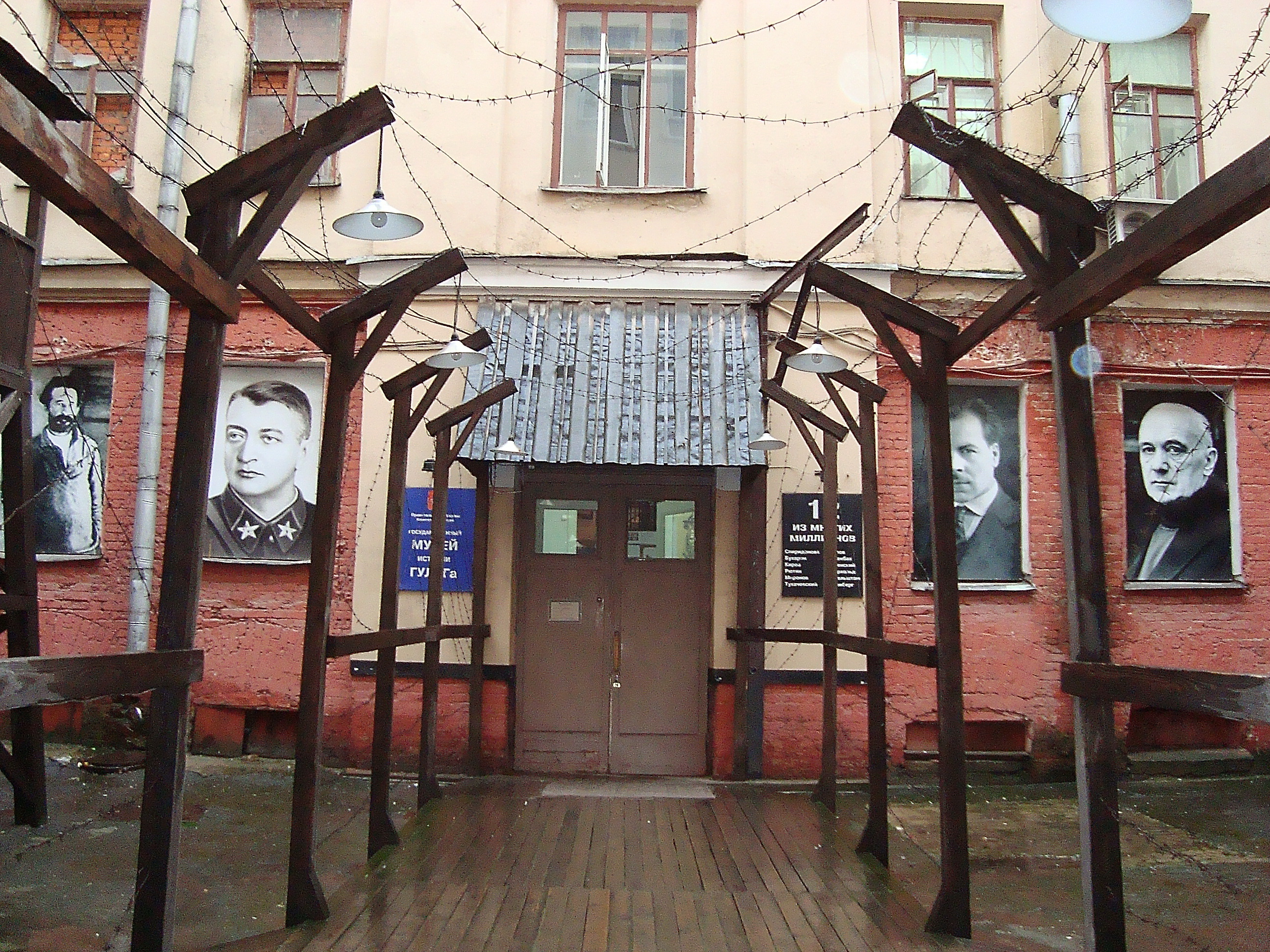
Вход в старое здание музея на Петровке 16, 2009 год

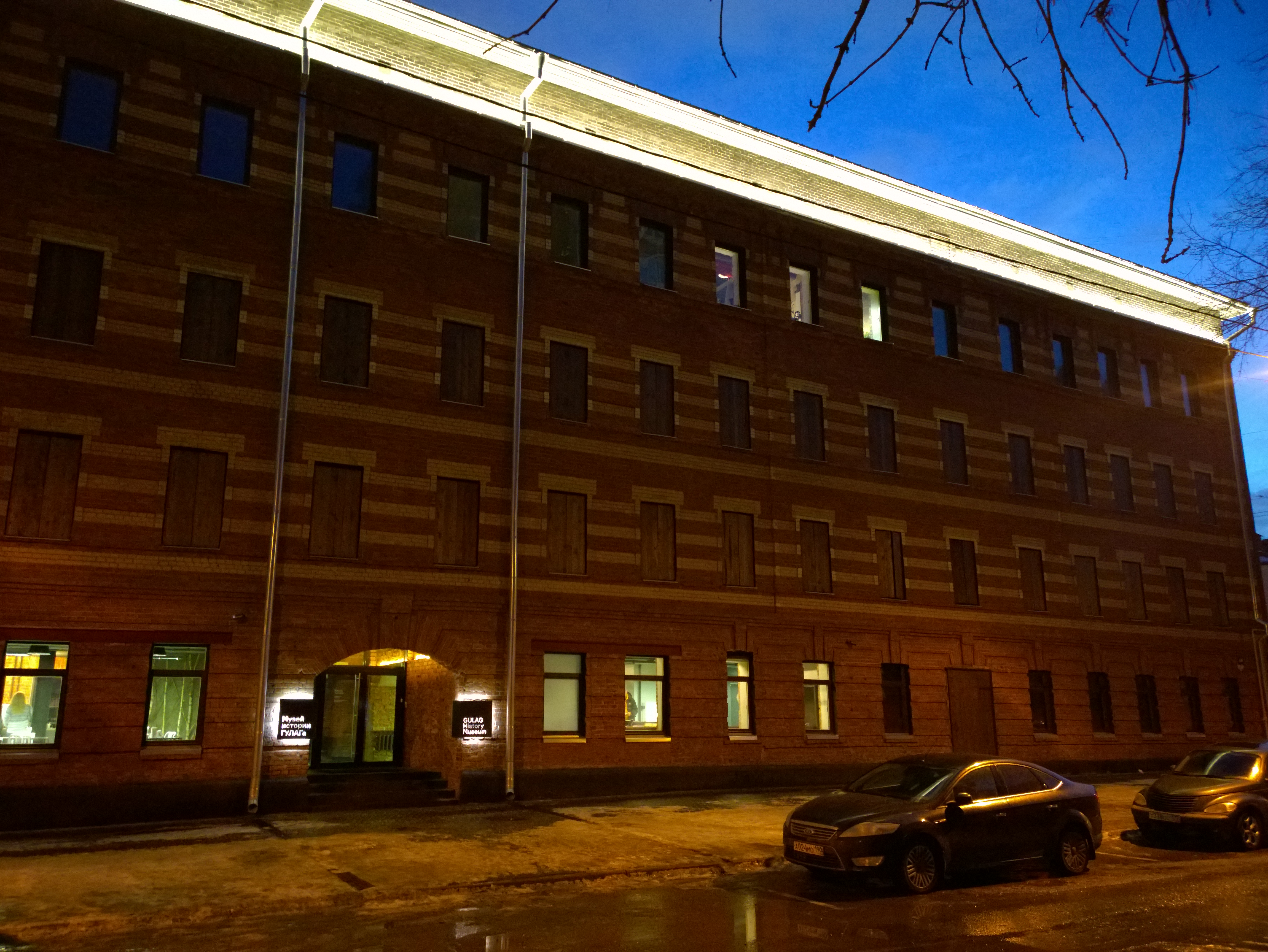
Вид на здание музея, 2016 год

### Основание
Государственный музей истории ГУЛАГа учреждён постановлением Правительства Москвы № 702-ПП от 31 июля 2001 года по инициативе писателя, журналиста и публициста Антона Антонова-Овсеенко, который более тринадцати лет провёл в лагерях ГУЛАГа. Он был репрессирован вслед за отцом, революционером Владимиром Антоновым-Овсеенко, осуждённым в 1930-х годах как враг народа. Для размещения экспозиции правительство Москвы передало несколько помещений в доме XVIII века по адресу Петровка, 16, рядом со зданием Генеральной прокуратуры. До начала XX века в этом доме располагались доходные квартиры, а со введением политики уплотнения в 1917 году — коммунальные. Основу экспозиции составила коллекция архивных документов и личных дел заключённых, переданная музею в 2001—2002 годах Московской ассоциацией жертв незаконных политических репрессий.
С 2001 по 2004 год в здании проводилась реставрация, в ходе которой заменили системы коммуникаций, а внутренние помещения приспособили под нужды музея. Однако небольшая площадь дома не позволяла организовать музейную библиотеку, кинозал и лекторий. Частью экспозиции была реконструкция деталей лагерной повседневности: фрагмент барака заключенных, карцер, вышка часового во внутреннем дворе.
В 2012 году директором Музея стал Роман Романов.

### Переезд
В 2012 году власти города приняли решение перевести Музей истории ГУЛАГа в здание в 1-м Самотёчном переулке. Дом в Самотёчном переулке был построен в 1906 году по проекту архитектора Николая Ивановича Жерихова. Более чем за сто лет в его стенах были квартиры внаём и коммуналки, общежитие и автомастерская. В 1990-х годах строение оказалось заброшенным.
С 2012 по 2014 год здание реконструировали: были восстановлены внутренние перекрытия, созданы помещения для музейной библиотеки, фондохранилища, нескольких кинозалов и отдельного лектория. Красный кирпич фасада здания обшили медной проволокой: по задумке архитекторов, через несколько лет в результате процесса окисления медь почернеет, что отразит символизм репрессий.
Открытие первой экспозиции по новому адресу состоялось в 2015 году. Открытие постоянной экспозиции «ГУЛАГ в судьбах людей и истории страны» состоялось 10 декабря 2018 года, в день 70-летия Всеобщей декларации прав человека.
По состоянию на 2020 год музей являлся единственным государственным учреждением на территории России, целиком посвящённым жертвам сталинских репрессий. С 14 ноября 2024 года работа музея приостановлена на неопределённый срок.

## Экспозиция

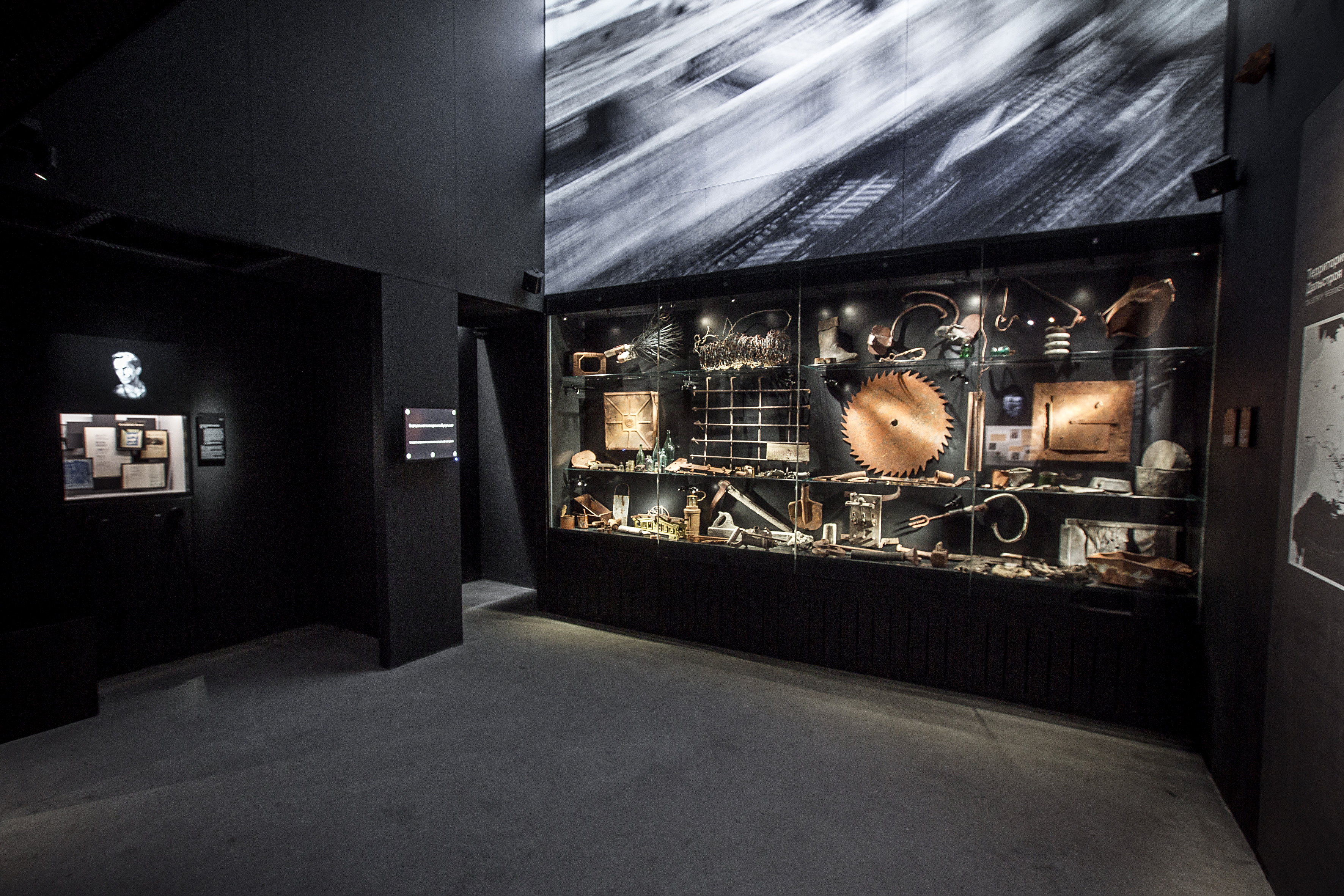
Постоянная экспозиция Музея истории ГУЛАГа

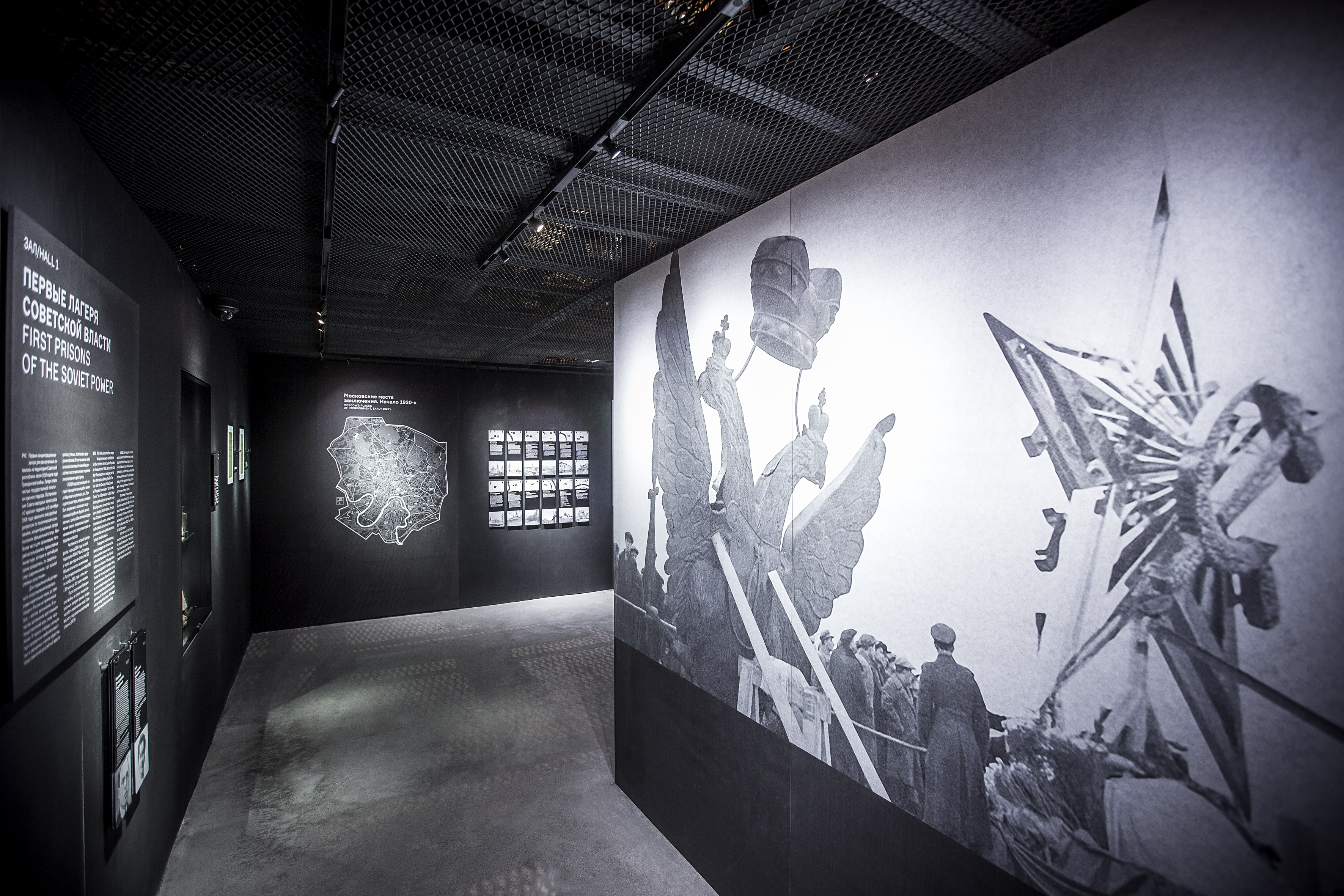
Экспозиция «ГУЛАГ в судьбах людей и истории страны»

### Замысел
Выставочные пространства рассказывают об истории лагерей, сформированных в СССР в 1920—1930 годах, где отбывали наказание осуждённые за бытовые, уголовные и политические преступления. Их повседневная жизнь заключалась в физическом труде: освоении труднодоступных земель, добыче угля и золота, строительстве железных дорог и городов. Всего за время существования ГУЛАГа через колонии, тюрьмы и лагеря прошли около 20 миллионов человек. Архивы были засекречены. Доступ к ним появился только после распада Советского Союза в 1991 году.
Экспозиционное пространство построено по принципу эго-психологии, в основе которого лежит попытка осмысления трагичного события через чужой опыт. В коллекцию музея входят письма узников, их личные вещи, архивные материалы, картины и фотографии, а также декоративные инсталляции, позволяющие воссоздать атмосферу лагерей. Экспозиция «ГУЛАГ в судьбах людей и истории страны» показывает подробную историю репрессивной системы в СССР в период 1920—1950 годов, начиная с создания первых лагерей и до закрытия лагерей после смерти Сталина.

### Залы
Первые две комнаты стилизованы под бараки. Двери, тюремные нары, а также свет и звуковое сопровождение в виде монотонного гула полностью воспроизводят обстановку лагерей. Как правило, заключённые спали на сплошняковых или двухъярусных нарах, где могло помещаться до шести человек. Висящие на стенах экраны транслируют видеоряды с расстрельными списками, документальными фильмами и хрониками. Пол в первом зале расчерчен квадратами периметром 6—10 метров, обозначающими стандартную планировку камер в лагерях.
В следующем зале представлены личные предметы заключённых и сделанные ими записи на подручных вещах. В одной из витрин хранятся сапоги, телогрейка, штаны и небольшой чемодан — стандартный набор узников. Именно из ГУЛАГа пошло выражение «всё своё ношу с собой». У потолка висят пропагандистские плакаты, экраны с хроникой показательных процессов и интервью жертв. Рядом располагается интерактивная зона: посетители могут собрать из пазлов Беломорско-Балтийский канал, который был построен силами заключённых. В экспозиции также хранится набор тюремных дверей, гробы, железные изделия, кандалы, сейфы, в которых хранились личные дела, а также альбом с фотографиями из Соловецкого лагеря, переданный в коллекцию руководством музея-квартиры Сергея Кирова.
В четвёртом зале висит интерактивная карта ГУЛАГа, которая также показывает роль, которую сыграли заключённые в строительстве промышленной системы СССР. Из-за засекреченности архивных материалов и отсутствия точных данных создатели карты испытывали большие трудности при её составлении. Научный сотрудник Илья Удовенко, один из создателей экспозиции, отмечал:
ГУЛАГ — это прежде всего пространство: пространство барака, пространство лагерной зоны, пространство лагеря, наконец, пространство страны. Без развития географического мышления невозможно представить себе историю ГУЛАГа, пространство которого раскинулось от Балтийского моря и Крыма до Чукотки и Сахалина.
Отдельный зал посвящён «Делу врачей». В зале хранятся документы и личные вещи репрессированных, а также висят экраны, транслирующие записи освобождения заключённых и день похорон Сталина. Рядом обустроен кинозал, где показывают интервью жертв и работников репрессивных лагерей. Выставочное пространство завершается именами сосланных представителей интеллигенции. Среди них были писатель Александр Солженицын, инженер космических ракет Сергей Королёв, авиаконструктор Андрей Туполев, архиепископ Лука Войно-Ясенецкий, поэт Лев Гумилёв и другие.

### Экспозиция
Экспозиция рассказывает о Соловках как прототипе системы исправительно-трудовых лагерей, строительстве Беломорско-Балтийского канала как первом случае массового применения принудительного труда, развитии НКВД, его росте в геометрической прогрессии. Отдельные залы посвящены общим работам, жизни и смерти в лагере, быте заключенных и стратегиям выживания. Освещены и темы, не имеющие прямого отношения к истории ГУЛАГа: Большой террор и принудительные депортации.
Экспозиция рассказывает о судьбах детей в эпоху репрессий — тех, чьи родители были расстреляны или отправлены в лагеря, и тех, кто сам оказывался за колючей проволокой, попадал под жесточайший психологический прессинг как со стороны сотрудников детских учреждений, так и сверстников.
В музее имеется Интерактивная карта ГУЛАГа, показывающая его масштаб и географию и позволяющая проследить его развитие и жизнь отдельных лагерей. Технологии виртуальной реальности позволяют заглянуть во внутренние помещения сохранившихся до наших дней объектов лагерной инфраструктуры.
Новшеством экспозиции стало введение в рассказ «человеческого измерения». «Большой» официальной истории, говорящей на языке документов, статистики и хроники, противопоставлена личная история людей, пострадавших от репрессий. Мультимедийный формат и жанр вербатим позволяют ощутить эффект сопричастности, прочувствовать ощущения и переживания свидетелей эпохи.
Рассказы репрессированных озвучили артисты-участники спектаклей Театра Наций — Чулпан Хаматова, Лия Ахеджакова, Инна Чурикова, Максим Виторган, Юлия Пересильд, Евгений Ткачук, Авангард Леонтьев и другие. Бывшего узника ГУЛАГа и писателя Александра Солженицына озвучил народный артист России, художественный руководитель Театра Наций Евгений Миронов.
Экспозиция музея подвергалась критике за излишнюю геймификацию, которая приводит к упрощённому пониманию проблемы.

### Сад памяти
Сад памяти Музея истории ГУЛАГа, создававшийся с 2016 года, открылся рядом с музеем в октябре 2021 года. Он состоит из семи мемориальных зон, каждая из которых представляет регион СССР, ставший знаковым в истории репрессий. В центре Сада — подлинная вышка из бывшего Днепровского лагеря в Магаданской области. Деревья, кустарники, камни привезены из природных зон, связанных с ГУЛАГом. Многие растения посажены членами семей репрессированных в память о близких. В Саду для проведения сменных выставок устроен павильон, являющийся прототипом дощатого ангара для гидросамолёта в лагере на Соловках.

## Дополнительные функции

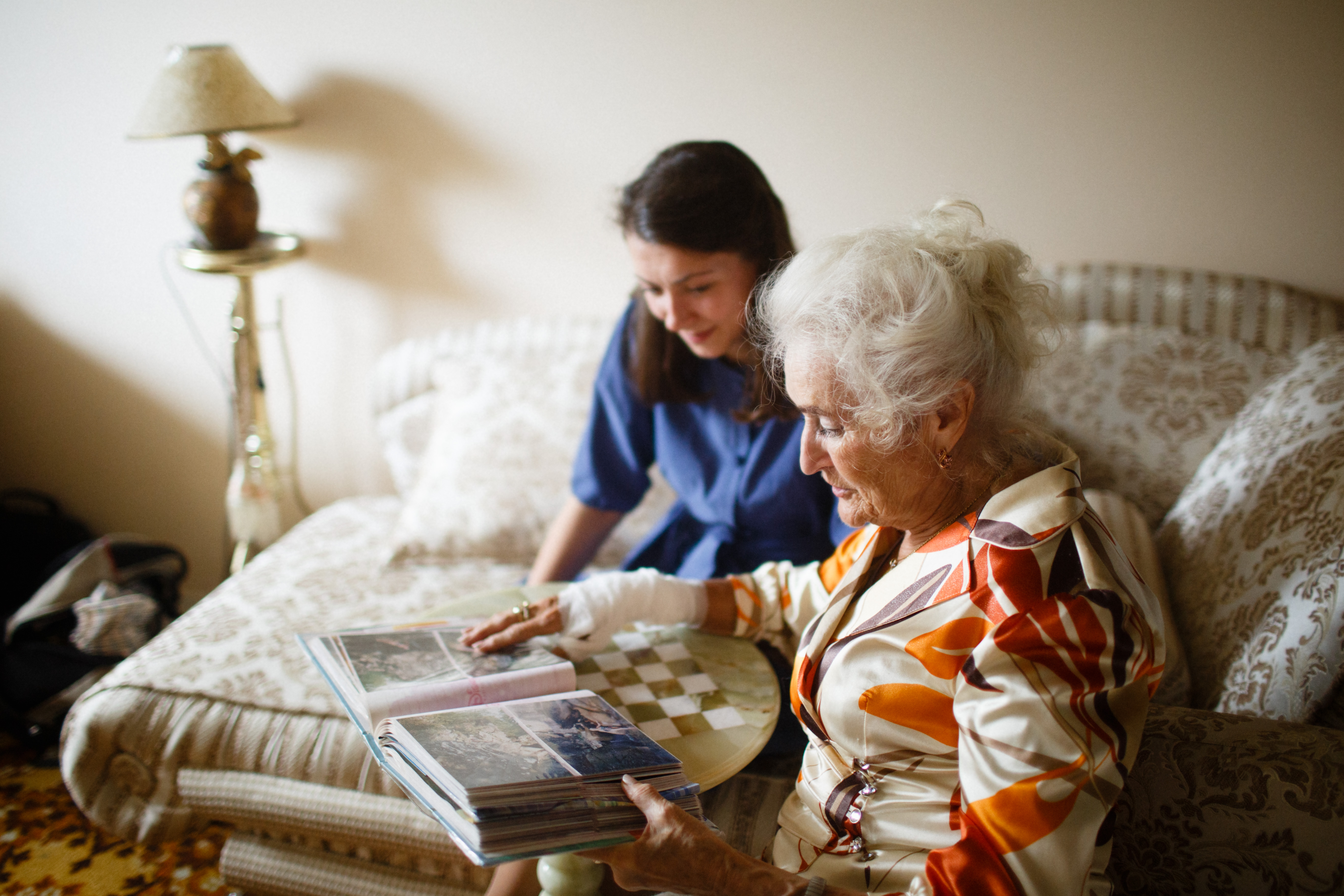
Волонтер и подопечная Социально-волонтерского центра

В музее работает Социально-волонтёрский центр. Волонтёры участвуют в жизни людей, пострадавших от репрессий: помогают по дому, сопровождают в медицинские учреждения, поздравляют с праздниками и организуют досуг.
Также в музее работает Центр документации, который помогает найти информацию о репрессированных родственниках. Центр проводит встречи по поиску информации о репрессированных и архивным исследованиям.
Музей истории ГУЛАГа и Фонд Памяти публикуют значимые исторические источники по истории ГУЛАГа и политических репрессий в СССР. Среди них — научные издания, мемуары, документальная проза и стихи репрессированных авторов, книги, подготовленные сотрудниками музея, а также рассказы о предметах из музейной коллекции, вещественных доказательствах эпохи репрессий.

## Проект «Мой ГУЛАГ»

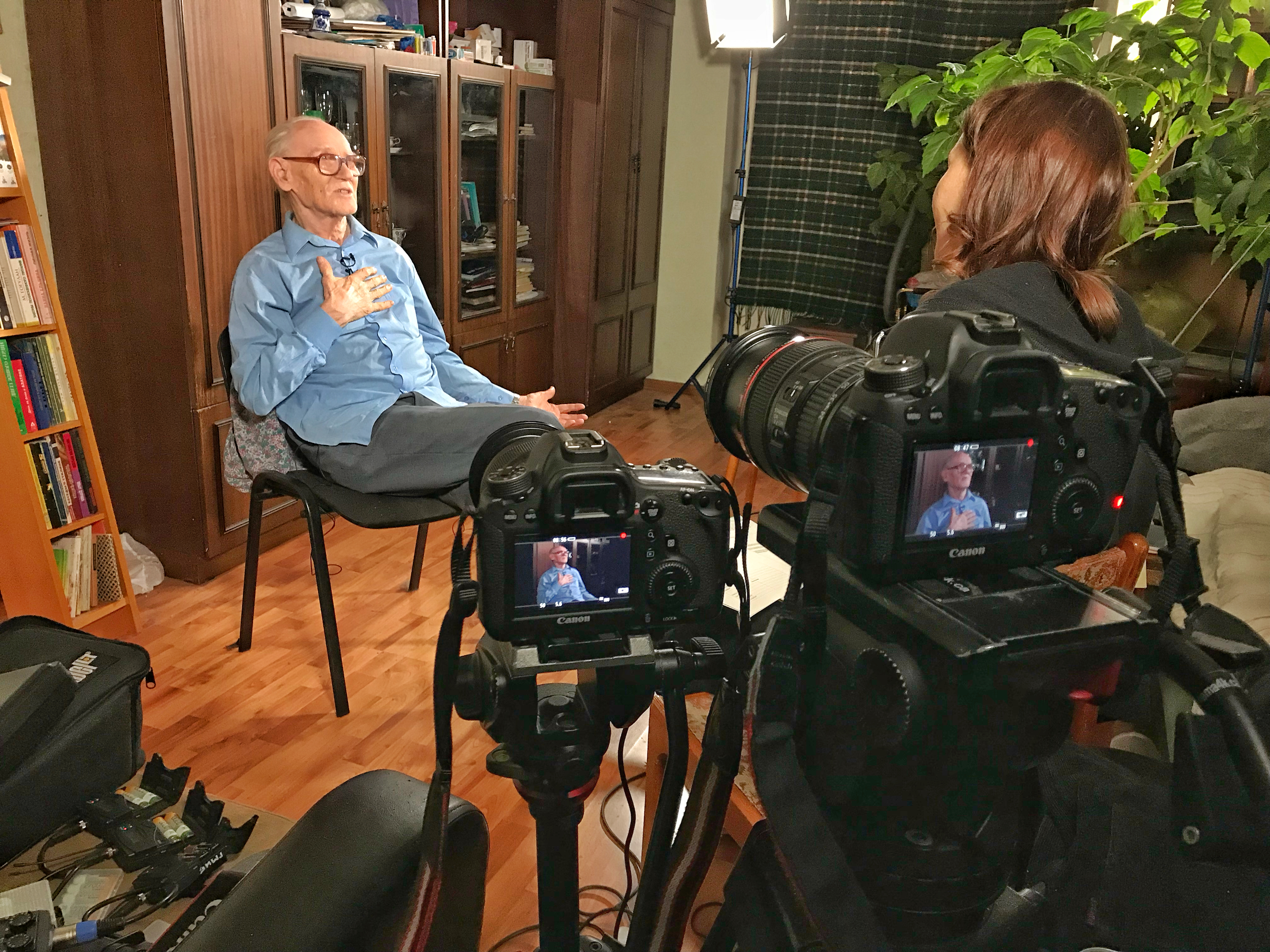
Съемка видеоинтервью проекта «Мой ГУЛАГ»

С 2013 года музей реализует проект «Мой ГУЛАГ» по созданию архива видеоинтервью людей, прошедших через репрессии и ГУЛАГ. Сотрудники Студии визуальной антропологии музея записывают интервью узников лагерей, членов их семей, на которых непосредственно отразились репрессии, сотрудников системы ГУЛАГа, а также тех, до кого память о ГУЛАГе дошла через документы, вещи, семейные воспоминания и архивные материалы.
Из полученного материала монтируются фильмы, которые затем демонстрируются в экспозиции Музея, ложатся в основу передвижных выставок, размещаются в интернете, показываются в музейном кинотеатре. Отдельный фильм — это рассказ героя о своей судьбе или судьбе близких, в которой был арест, следствие, приговор, а также индивидуальная трагедия, часто рассказанная первый раз в жизни.
В 2020 году вышло первое издание книжной серии видеопроекта «Мой ГУЛАГ». В книгу вошли 26 историй, 26 свидетельств выживших и переживших систему ГУЛАГа, сталинские репрессии. Это воспоминания бывших узников лагерей, каторжан, ссыльных, спецпоселенцев. Среди героев есть и те, кто родился в лагере, побывал в детских домах «особого режима», кто всю жизнь прожил с клеймом сына или дочери «врага народа».

## Спектакли

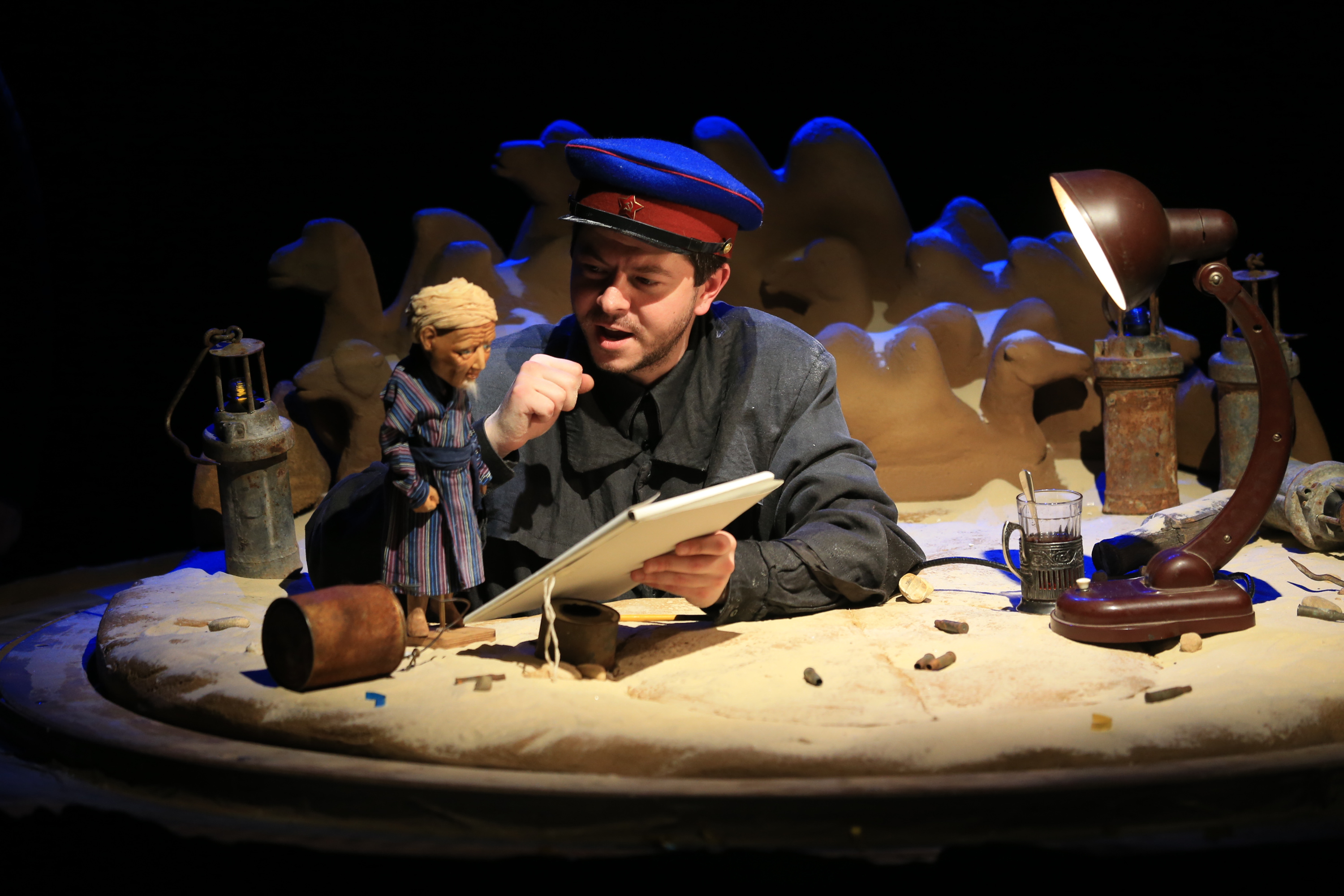
Спектакль с куклами «И дольше века длится день»

В Музее истории ГУЛАГа проходят спектакли, лекции, концерты и кинопоказы, предлагающие образное осмысление темы репрессий.
Кукольная мистерия «И дольше века длится день» по роману Чингиза Айтматова — обладатель премии «Золотая маска». Пронзительную историю рассказывают 4 артиста и 9 кукол. На сцене появляются настоящие и предметы, собранные в экспедициях по местам бывших лагерей. Спектакль создан совместно с творческим объединением «Таратумб».
«Гадкие лебеди» — спектакль по мотивам одноименной повести братьев Стругацких, представляющий собой синтез кукольного театра и современных цифровых технологий. Постановка ищет ответ на вопрос о взаимосвязи реальности обычной и её виртуального альтер эго.
«Наблюдатели» — сценическое исследование в жанре предметного театра, созданное Музеем истории ГУЛАГа и Театром Предмета при поддержке Фонда Памяти. Главные действующие лица постановки — предметы быта, привезенные из экспедиций музея в места бывших лагерей. Спектакль выдвинут на соискание 27-го Фестиваля «Золотая Маска» в трех номинациях.

## Награды
- Почётная грамота Московской городской думы (23 ноября 2022 года) — за заслуги перед городским сообществом[24];
- гран-при фестиваля «Интермузей-2018»;
- премия «Золотая маска» в категории «Лучший кукольный спектакль» за постановку мистерии «И дольше века длится день», созданную с Творческим объединением «Таратумб»;
- премия «Серебряный лучник» и гран-при PROBA in partnership with ICCO Global PR Awards за коммуникационную кампанию в поддержку возведения мемориала «Стена скорби», проведённую совместно с КРОС;
- премия MUF Community Awards в номинации «Городские выставки»;
- премия Rupor за сборник графических новелл по воспоминаниям жертв репрессий «ВЫ-ЖИВШИЕ» в номинации «Лучший федеральный проект»;
- премия «Сделано в России» в номинации «Литература» за книгу Александра Макеева «Сиблаг НКВД. Последние письма пастора Вагнера»;
- номинация на премию European Museum of the Year 2021
- Музейная премия Совета Европы